# Ацетат
Ацетатът е производно на оцетната киселина. Този термин включва солите и естерите на оцетната киселина. Повечето от около 5 милиарда килограма оцетна киселина, които се произвеждат годишно в промишлеността, се използват в производството на ацетати, които обикновено са под формата на полимери. В природата ацетатът е основен междинен метаболит в биосинтезата и катаболизма. Например, мастните киселини и се получават чрез последователно свързване на C2 единици, получени от ацетат. 

## Номенклатура и обща формула
Когато е част от сол, формулата на ацетатния анион се написва като CH3CO2-,
C2H3O2- или CH3COO-. В химичната практика ацетатът се съкращава като OAc- или AcO-. По този начин, HOAc е абревиатура за оцетна киселина, NaOAc за натриев ацетат, а EtOAc за етил ацетат  Съкртеното Ас понякога се използва също така в химически формули, за да се посочи ацетатния йон. Това съкращение не бива да се бърка със символа на актиний. Например, формулата за натриев ацетат може да бъде съкратено като NaAc.

## Ацетатът в биологията
Ацетатите са често срещани в биологията. Така например ацетил-коензим А, производно на оцетната киселина, участва в Цикъла на Кребс.